# Стеклянный ключ (фильм, 1935)
«Стеклянный ключ» (англ. The Glass Key) — американский криминальный фильм режиссёра Фрэнка Таттла, который вышел на экраны в 1935 году.
Это первый из двух фильмов по роману Дэшила Хэмметта «Стеклянный ключ», который тот впервые опубликовал в 1931 году. Фильм рассказывает о закулисном хозяине города Поле Мэдвиге (Эдвард Арнольд), который решает встать на праведный путь и поддержать на выборах прогрессивного сенатора Джона Т. Хенри (Чарльз Ричман), что приводит его к столкновению с влиятельным конкурентом, управляющим подпольными азартными играми в городе. Эд Бомонт (Джордж Рафт), главный помощник Пола, делает всё возможное, чтобы вывести своего босса из-под удара после гибели сына сенатора, в котором подозревают Пола.
Стеклянный ключ — это фигура речи из словаря преступного мира, обозначающее приглашение в свой дом, которое вызвано скорее выгодой, чем подлинной дружбой.
В 1942 году под тем же названием вышла другая экранизация этого романа. Его режиссёром был Стюарт Хейслер, а главные роли исполнили Алан Лэдд, Вероника Лейк и Брайан Донлеви.

## Сюжет
Неофициальный хозяин города Пол Мэдвиг (Эдвард Арнольд), который правит в городе уже в течение десяти лет, решает встать на праведный путь и поддержать переизбрание прогрессивного сенатора Джона Т. Хенри (Чарльз Ричман). Правой рукой и доверенным лицом Пола является ловкий и умный Эд Бомонт (Джордж Рафт), который помогает своему боссу решать как сложные деловые, так и личные вопросы. Когда пьяный член банды Мэдвига по имени Уолтер Айванс устраивает автоаварию со смертельным исходом, Пол отказывается прикрыть его перед властями, решая, что пора наказать Уолтера по закону. Кроме того, поддерживая кампанию Хенри по борьбе с нелегальными азартными играми, Пол приказывает закрыть игральный дом «Четырёхлистный клевер», который принадлежит крупному гангстеру Шэду О’Рори (Роберт Глеклер). Всё это даёт Полу возможность получить «стеклянный ключ» в дом сенатора, что означает, что теперь он будет там уважаемым гостем. Кроме того, Пол задумывает жениться на дочери сенатора Джанет (Клэр Додд), однако ни она, ни её брат Тейлор (Рэй Милланд) не одобряют отношения отца с Полом. Сенатор случайно слышит, как Тейлор говорит Джанет, что ему срочно нужны деньги для погашения карточного долга перед О’Рори, после чего отчитывает сына за его маниакальную страсть к азартным играм. Тейлор приезжает за деньгами к дочери Пола по имени Опал (Розалинд Кит), которая влюблена в него, и она занимает у Эда 300 долларов, которые передаёт Тейлору. Тот немедленно расплачивается с О’Рори, покрывая таким образом часть своего долга. Узнав, что его дочь встречается с Тейлором, Пол немедленно направляется в дом Хенри, чтобы разорвать эти отношения. Возвращаясь среди ночи по улице домой, Эд натыкается на тело мёртвого Тейлора в нескольких кварталах от дома Хенри, где находит наконечник от трости, который, как он думает, принадлежит Полу. Когда Эд говорит Полу, что обнаружил тело Тейлора, Пол делает вид, что он не имеет к этому никакого отношения.
Между тем О’Рори, который обещал Полу отомстить за закрытие клуба, звонит своему другу, редактору местной газеты The Observer, и на следующее утро газета выходит с заголовком: «Свидетель указывает на Мэдвига в убийстве», в которой говорится, что Пола видели спорящим с Тейлором в том самом месте, где произошло убийство. После этого О’Рори приходит в дом к сенатору, предлагая ему порвать отношения с Полом и обещая взамен поддержку со своей стороны, а также со стороны The Observer, однако Хенри категорически отвергает это предложение. Между тем Джанет, которая присутствовала при этом разговоре, убеждена в том, что это Пол убил Тейлора, о чём она и говорит отцу. Пол заявляет Эду, что не убивал Тейлора, и потому ему нечего опасаться, после чего Эд утешает Опал и просит её не обсуждать убийство с Джанет. Затем он встречается с окружным прокурором Эдвардом Дж. Фарром (Чарльз С. Уилсон), который также уверен в невиновности Пола, однако под давлением улик вынужден назначить судебные слушания с участием большого жюри. Эд приходит к Полу, предлагая ему разрешить открытие клуба «Четырёхлистный клевер», что предотвратит обострение конфликта с О’Рори и соответственно остановит действия правоохранительных органов против него, однако Пол отказывается идти на компромисс. Не видя возможности примирить двух гангстеров, Эд делает вид, что собирается уйти от Пола и уехать в другой город. На прощание он приглашает Пола в один из баров, принадлежащих О’Рори, где провоцирует его на публичную драку. Эту новость мгновенно доносят до О’Рори, который приглашает Эда к себе. Убедившись, что Эд окончательно порвал с Полом, О’Рори предлагает ему 10 тысяч долларов и руководство одним из его игорных заведений в обмен на любую компрометирующую информацию на Пола, особенно, по делу Тейлора. О’Рори говорит, что у него есть сильнейшая улика против Пола, давая ему почитать письменные показания Генри Слосса, брата Уолтера Айванса, который ушёл от Пола и примкнул к О’Рори. Неожиданно Эд рвёт показания Слосса и сжигает их в камине, после чего отказывается от предложения О’Рори. Поняв, что тот его обманул, О’Рори напускает на Эда своих головорезов во главе с Джеффом (Гуинн Уильямс), которые жестоко его избивают, после чего бросают за решётку в одном из своих заведений. Улучив момент, Эд устраивает в помещении пожар, и в неразберихе выпрыгивает в окно и убегает. Однако после тяжёлых травм он попадает в больницу, куда по его просьбе приходит Пол. Эд рассказывает ему о показаниях Слосса, которые тот готов подтвердить в суде. Пол вызывает Слосса к себе и даёт ему билет в один конец, предлагая незамедлительно уехать из города. В связи с исчезновением Слосса газеты сообщают о том, что Пол похитил ценного свидетеля. Тем временем Джанет настраивает Опал против её отца, а О’Рори уговаривает её дать репортёру Хинклу интервью по делу Тейлора. Узнав об этом, Эд, выдав себя за Хинкла, приходит в дом Хенри, где видит, что у трости сенатора новый наконечник, забирая его в качестве улики. Когда Опал в присутствии Эда и Джанет говорит, что расскажет всё, что ей известно, Эд при появлении Хинкла лёгким ударом отключает и увозит её. По дороге он убеждает пришедшую в себя Опал, что её отец ни в чём не виновен. После того, как газеты сообщают о том, что Слосс был жестоко убит, Пол признаётся Эду, что это он случайно убил Тейлора во время спора, когда тот после удара тростью упал в канаву и ударился головой. Пол заявляет, что молчал об этом, чтобы не потерять Джанет. Затем Эд направляется в бар О’Рори, где заставляет пьяного Джеффа признать, что это он убил Слосса. Когда подошедший О’Рори пытается его остановить, озверевший Джефф бросается на своего босса и душит его.
Окружной прокурор Фарр проводит расследование убийства Слосса, собрав в своём кабинете фигурантов по этому делу. Во время разговора Эд демонстративно достаёт наконечник трости, который нашёл на месте убийства Тейлора. Все свидетели соглашаются с тем, что между Полом и Тейлором была ссора в ночь убийства, при этом сенатор Хенри продолжает утверждать, что не верит в то, что это Пол убил его сына, а Джанет продолжает утверждать, что Опал известно о том, что именно её отец убил Тейлора. Эд между тем заявляет, что Полу известно имя настоящего убийцы, но он защищает его, пытаясь отвести от уголовного преследования. Затем Эд предлагает сравнить найденный наконечник от трости с новым наконечником на трости сенатора Хенри, показывая, что именно наконечник от трости сенатора был на месте преступления. После этого, сенатор сознаётся, что это он убил сына случайно во время спора с ним, который перешёл на улицу и превратился в борьбу, в ходе которой он ударил его тростью по голове. Хенри выбывает из предвыборной гонки, а Эд и Опал с одобрения Пола отправляются на свидание.

## В ролях
- Джордж Рафт — Эд Бомонт
- Эдвард Арнольд — Пол Мэдвиг
- Клэр Додд — Джанет Хенри
- Розалинд Кит — Опал Мэдвиг
- Чарльз Ричман — сенатор Джон Т. Хенри
- Роберт Глеклер — Шэд О’Рори
- Гуин Уильямс — Джефф
- Рэй Милланд — Тейлор Хенри
- Таммани Янг — Кларки
- Эмма Данн — мама Мэдвиг
- Чарльз С. Уилсон — окружной прокурор Эдвард Дж. Фарр
- Ирвинг Бейкон — официант (в титрах не указан)

## История создания фильма
Согласно информации «Голливуд Репортер» от сентября 1932 года, первоначально в качестве режиссёра планировался Гарри д’Аббади Д’Арраст, а продюсером должен был стать Б. П. Шульберг.
По информации Американского института киноискусства, первый вариант сценария был передан на согласование в Администрацию Производственного кодекса 24 марта 1931 года, однако он был «забракован» из-за показа связей представителей официальной власти и криминального мира. В конце 1934 года сценарий фильма снова был представлен в Администрацию, где стал предметом обсуждения. На этот раз претензии касались моментов, в которых указано на связь Мэдвига и его людей с профессиональными игорными заведениями. Также выдвигалось требование, чтобы Мэдвиг был представлен как «политический босс без определённых преступных или продажных черт». 22 декабря 1934 года Администрация написала письмо руководителю студии Paramount Джону Хэммеллу, предупреждая его против показа сцены жестокого избиения Эда Джеффом. В итоге стороны пришли к договорённости, что в фильме Пол будет показан как фигура, определённо порвавшая с игровым бизнесом как частью своей империи, а также будет удалена фразу, что полиция получает от него приказы. Таким образом, в новом варианте полиция проводит рейд «по наводке Пола, а не по его приказу». 9 мая 1935 года директор Администрации производственного кодекса Джозеф И. Брин дал фильму добро при условии, что Хэммелл «удалит продолжение избиения Гуином Уильямсом Рафта после кадра, где Уильямс наносит Рафту первый удар». Брин разрешил использовать звук избиения за экраном, которое происходит позднее в фильме, но добавил, что он боится, что местные цензорские органы могут потребовать удаления сцены, где Рафт зажигалкой поджигает матрас. В возражениях генерального цензорского совета также было обращено внимание на сцены, в которых Джефф душит О’Рори и избивает Рафта, а также на звуки заэкранного избиения.
Американский институт киноискусства сообщает, что «этот фильм вошёл в число самых кассовых в сезоне 1936—1937 годов».

## Критика
После выхода фильма на экраны кинообозреватель Андре Сеннвальд в «Нью-Йорк Таймс» назвал его «жестокой и возбуждающей историей, которая отлично произведена студией Paramount», а также самой «чёткой и захватывающей мелодрамой, которую только видел Бродвей в последнее время». По мнению критика, «одной из привлекательных сторон фильма является то, что криминальный мир в той же степени, что и официальные власти, стремится поймать убийцу. Каждый подозревает своего соседа, и в плане мотива и обстоятельств убийства, любой из них может оказаться правым». Он также отметил, что «за последнее время на экран не попадало ничего настолько реалистически жестокого, как показ сурового избиения, которому подвергается пленник во время заключения в бандитском укрытии». Сеннвальд отметил как обычно хорошую игру Эдварда Арнольда в роли «честного организатора политической кампании, который не может поверить в то, что его действительно обвиняют в убийстве», а также Рафта «в одной из самых сильных своих работ последнего времени», которая «даёт ему возможность показать себя как зловещим, так и учтивым, при этом не требуя особого актёрского таланта». Критик также обратил внимание на работу «отличного актёра Гуинна Уильямса, который в очередной из своих удивительно разнообразных ролей сыграл киллера и садиста, по сути являющегося просто добродушным балбесом».
По мнению Хэла Эриксона, этот фильм, который «поставлен по одному из лучших романов Дэшила Хэммета, является живой и простой мелодрамой о политической коррупции и городских интригах». Он пишет, что в 1942 году на фильм был сделан «улучшенный ремейк, однако ни та, ни другая версия не достигает едкости и сарказма романа Хэммета».